# Tytomyia nigrifrons
Tytomyia nigrifrons är en insektsart som beskrevs av Bo Tjeder och Christer Hansson 1992. Tytomyia nigrifrons ingår i släktet Tytomyia och familjen fjärilsländor. Inga underarter finns listade i Catalogue of Life.